# Clabbers
 (octobre 2022).
Clabbers est une variante relativement populaire du jeu de Scrabble. Tous les mots formés doivent être des anagrammes de mots admis dans le dictionnaire choisi, mais les lettres peuvent ne pas être dans le bon ordre. Par exemple, le mot JOUANT peut être écrit AOUJNT, NAJTUO ou JUNOTA pour maximiser le score du coup. 
Le mot clabbers est l'anagramme du mot Scrabble.

## Analyse de cette partie

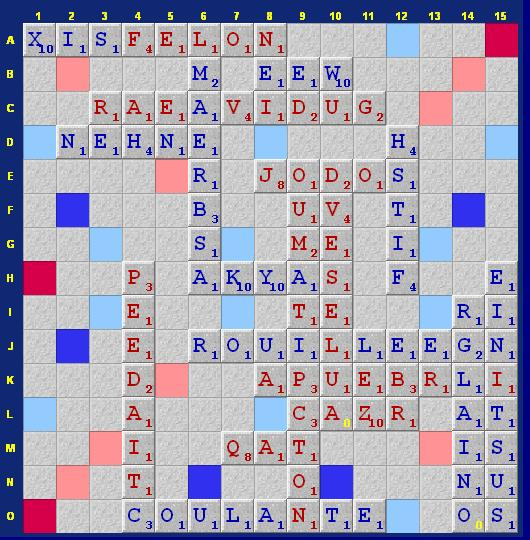
Une partie de clabbers en Français

Mots horizontaux (de haut à bas)
XISFELON = FLEXIONS 

EEW = ÉWÉ 

RAEAVIDUG = DIVAGUERA 

NEHNE = HENNE 

JODOS = DOJOS 

AKYAS = YAKAS 

ROUILLEEGN = GRENOUILLE 

APUEBRLI = PUBLIERA 

CAZR = CZAR 

AT = TA 

QAT = QAT 

IS = SI 

COULANTE = ECOULANT

Mots verticaux (de gauche à droit)
PEEDAITC = DÉPEÇAIT 

LMAERBSA = BLAMERAS 

NEI = NIE 

UA = AU 

ED = DE 

OUMATIPCTON = COMPUTATION 

DVESELUA = DÉVALUÉS 

HSTIF = SHIFT 

EBR = BER 

ER = RÉ 

RGLAINO = LORGNAI 

EINITSUS = NUISITES 

## Statistiques
- Il est deux fois plus dangereux de mettre une voyelle à côté d'une case chère parce que le nombre de mots de deux lettres est multiplié par deux. Placer les voyelles A et E au côté d'une case « lettre compte triple » permet à l'adversaire de jouer AK, AY, EJ, EX, JE, KA et XE avec la valeur de la lettre chère multipliée par trois, voire par six.

- Les « nonuples », c'est-à-dire les mots qui lient les deux cases « mot compte triple » sont beaucoup moins rares, parce qu'on peut placer les lettres dans n'importe quel ordre. Le joueur doit réflechir avant de mettre une lettre, voire deux ou trois lettres, entre deux cases rouges.

- Les « collantes », c'est-à-dire les mots placés parallèlement aux autres mots déjà placés sur la grille en formant plusieurs autres mots, sont moins rare. Bien qu'en Scrabble normal, on ne peut mettre aucune lettre ni avant ni après le mot KITS (un mot souvent posé), il y a six possibilités en Clabbers (IKATS, KILTS, SAKTI, SKIAT, STICK, TIKIS)

## Contestation
Si le joueur croit que le mot de l'adversaire n'est pas dans le dictionnaire, il a le droit de contester. Il demande au joueur qui annonce son mot avec les lettres dans le bon ordre. Les joueurs (ou l'arbitre) doivent maintenant vérifier que le mot est dans le dictionnaire. Comme le Scrabble classique, si le mot est valide il reste sur la grille, s'il n'est pas valide le joueur retire ses lettres et marque zéro point. Le dictionnaire en français est souvent L'Officiel du jeu Scrabble.